# Коштовне каміння Старого світу
Коштовне каміння Старого світу
Справжнє ювелірне мистецтво виникає в середньовіччі, проте огляд історії освоєння коштовних каменів розпочнемо з більш ранніх часів. В країнах Сходу, — основних постачальниках самоцвітів, — більшість розробок, розпочато до нашої ери.

## Дорогоцінні камені— ґеми
Хоч би якими давніми були відкриті археологами й істориками пласти людської цивілізації, серед знахідок незмінно присутні різноманітні прикраси. Важко точно окреслити період, коли коштовне каміння ввійшло в життя людини (в різних частинах ойкумени цей час неоднаковий). Археологічні розкопки, проведені на вельми багатих самоцвітами територіях Індії та М'янми, свідчать, що давнє населення прикрашало себе, свою зброю та начиння вже у VIII—VI тис. до Р. Х. (використовували здебільшого місцеві халцедони, агати, нефрити, які легко виявити й добути) . З самого початку дорогоцінні камені приваблювали людину чудовими барвами й досконалими формами кристалів, породжували містичні уявлення про незвичайні властивості самоцвітів, зокрема чудодійну силу оберігати людину від зла та хвороб. Розвиток релігійних уявлень сприяв відношенню до рідкісних каменів, як до магічних супутників богів. Зображення єгипетської богині Хатхор поєднували з бірюзою та малахітом. Бога Вішну зображували в Індії з яскравим рубіном на грудях (рис…). Третє око Шиви в храмових статуях іноді оздоблювали дорогоцінним алмазом. За розповіддю Геродота храм Геракла в Тирі прикрашав стовп, виточений з валуна зеленого берилу. Смарагди оточували богиню Фуру в храмах доколумбової Америки. Богам щедро жертвували їх улюблені камені.
"В руки візьми ти кристал, незрівнянний сяючий камінь,
```
Променів виблиск небесних замкнений в камені дивнім.
Радує серце богів його надзвичайна прозорість.
Якщо з кристалом в руці ти підійдеш до храму святого,
Просьбі смиренній твоїй небеса не відмовлять ніколи».
                                                                            («Літика», IV ст.)
```

Численні згадки самоцвітів у Біблії (середина II тис. до Р. Х.) свідчать про використання їх в культових обрядах і в широкому вжитку (загалом у Біблії згадується 31 дорогоцінний камінь). Так, наперсник (нагрудна чотирикутна пектораль) першого первосвященика Аарона містив 12 дорогоцінних каменів (рис…). Сам Бог наказав як створити наперсник: «І понасаджуєш на йому оправлене каміння, чотири ряди каміння; один ряд: сард, топаз і смарагд, ряд перший; а другий ряд: гранат, сапфір і діамант; а ряд третій: опал, агат і аметист; а четвертий ряд: хризоліт і онікс і яспіс; оправлені в золото будуть вони в своїх кубельцях. І будуть камені по іменам синів Ізраїлевих, дванадцять по іменам їх; вирізані як печатка, кожен із ім'ям своїм буде, по дванадцяти колінах» (Друга книга Мойсея, 28: 17–21) .
В Об'явленнях св. Іоана(Івана) Богослова захоплення від краси священного християнського міста, нового Єрусалиму, що сходить з небес, відображено порівняннями з коштовними каменями: «А була будівля муру його ясписова, а город — золото чисте, подібне до чистого скла. А підвалини муру міського всяким дорогим камінням прикрашені. Перша підвалина яспис, друга сапфір, третя халцедон, четверта смарагд, п'ята сардонікс, шоста сердолік, сьома хризоліт, восьма берил, дев'ята топаз, десята хризопраз, одинадцята гіацинт, дванадцята аметист. А дванадцять брам, то дванадцять перлин. А кожна брама із однієї перлини. А вулиці міста — то золото чисте, мов скло прозоре» (Об'явлення, 21: 18—21).
Самоцвіти згадуються в одному з найдавніших літературних творів людства «Епосі про Гільгамеша», створеному в Давньому Шумері у XXII ст. до Р. Х. Окремі відомості про мінерали можна знайти в індійських «Ведах» (XI — Х ст. до Р. Х.). Найдавніші погляди китайських мислителів на коштовні камені викладені в трактаті «Сан-Хей-Дін» («Давні розповіді про гори та людей»), який описує 17 мінералів і датований серединою I тис. до Р. Х. Найбільш вагомими працями античного світу в галузі мінералогії слід вважати трактат Теофраста «Про камені» (IV ст. до Р. Х.) і енциклопедичний труд Плінія «Природнича історія» (77 р. нашої ери), в який зокрема входить том «Природнича історія копалин».
В індуїстських книгах «Гарудапурана» й «Агастімата» (раннє середньовіччя) міститься вчення напівлегендарного ченця Агастьї про дорогоцінні камені. «Ви довідаєтесь про походження коштовних каменів, якими повелителі демонів і земні володарі на знак своєї гідності прикрашають пояси, намиста й вінці. Я розповім вам про родовища коштовних каменів, їх види, забарвлення, про недоліки і дивовижні сили, а також про їх ціни, устави й звичаї купців, що торгують дорогоцінним товаром» (завдяки своїй рідкості й красі самоцвіти стали найбільш коштовними матеріалами, серед всіх, що знало людство). На початку VII ст. в Індії з'явився трактат про дорогоцінні камені за авторством Буддабхатти, де крім міфологічних відомостей також наведені дані практичного характеру. Вершиною середньовічних знань про дорогоцінні камені стала книга хорезмського вченого-енциклопедиста Аль-Біруні «Зібрання відомостей для пізнання коштовностей» (XI ст.), яка найбільш повно увібрала в себе знання з мінералогії й гірництва свого часу. Хоча мусульманська традиція вчила не надавати великого значення земним благам (в тому числі й багатим прикрасам), але там де потрібно було підкреслити справжню красу Божого промислу самоцвіти використовували як найбільш досконалий матеріал . Однією з перших книг слов'янського світу, де зустрічаються свідоцтва про коштовні камені, є «Ізборник Святослава» (XI ст.). В ньому подані описи деяких властивостей каменів — кольору, міцності, ціни, можливості використання в медицині (останнє було значною мірою пов'язано з марновірством).

### Бірюза

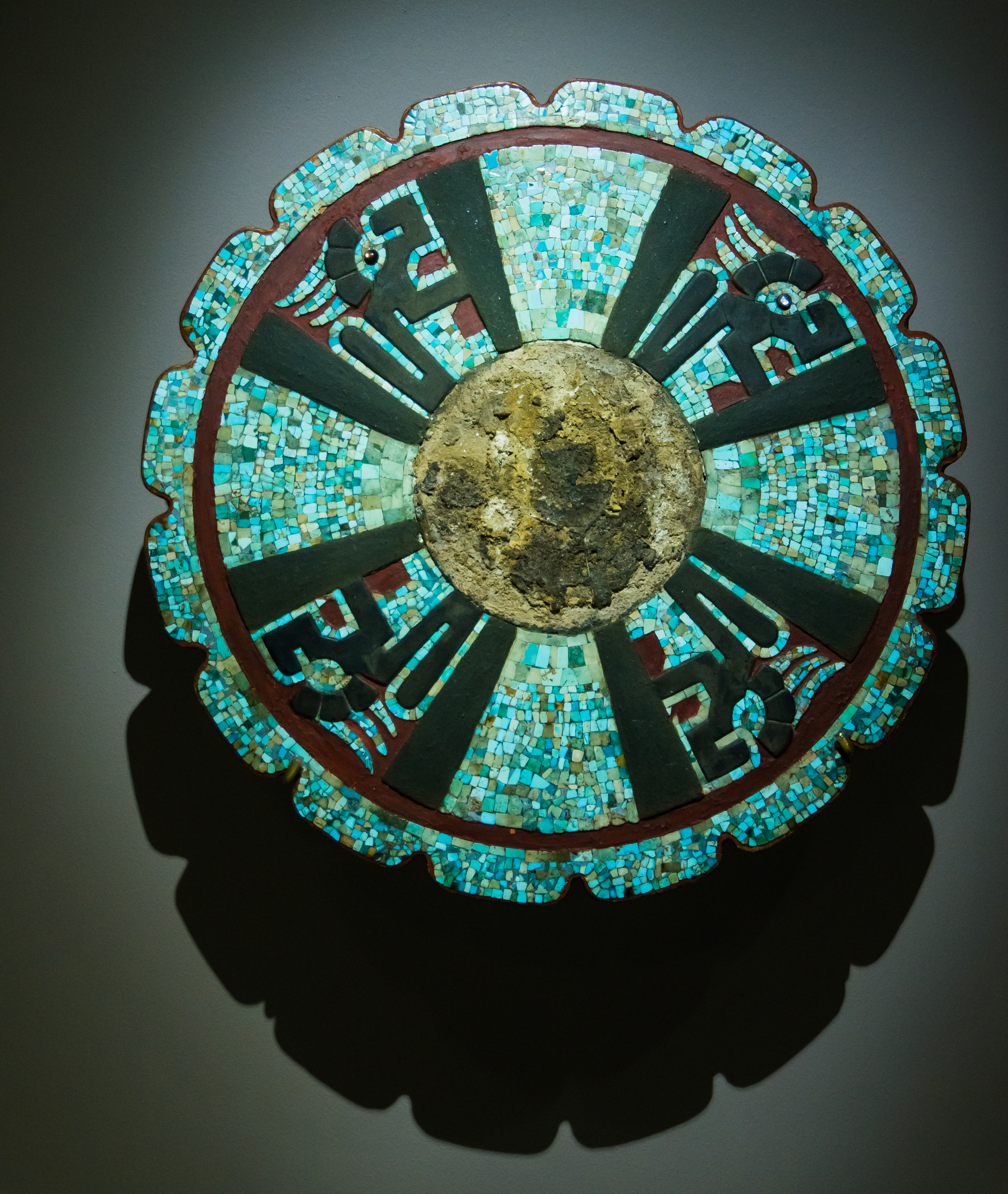
Чичен-Іца. Диск інкрустований бірюзою.

Серед найдавніших коштовних каменів, видобуток яких став масштабним промислом, була бірюза (мінерал являє собою фосфат алюмінію й міді). В історії Давнього Єгипту пошанування бірюзи спостерігається безперервно протягом кількох тисячоліть. Археологічні дослідження виявили значну кількість прикрас і амулетів (зокрема, фігурки священного жука-скарабея), які зроблені в епоху Давнього царства на початку III тис. до Р. Х. (розкопки поселень Абідос, Нагада), а також більш пізніших часів Середнього й Нового Царства. Давні бірюзові копальні розташовувалися на західному узбережжі Синайського півострова, де розроблялися родовища Ваді-Магара («долина печер») і Серабіт-ель-Кадім («бірюзові сходи»). Ось що зазначає про ці родовища академік О. Є. Ферсман: «Тут у червоних нубійських пісковиках знайдена перша бірюза, тут вперше в виробах Єгипту, в його блакитних жуках-скарабеях розпочався культ цього каменю, за яким відряджалися тисячі полонених рабів в безводні пустелі Синаю».
Бірюза була представлена тут здебільшого у вертикальних жилах, що розсікали нижньокрейдяні (нубійські) пісковики. Близький до червоного колір пісковиків свідчив про вивітрювання й окиснення наявних мідних руд, які згодом почали видобувати гірники бірюзових копалень. Розкрив родовища здебільшого виконувався штольнями довжиною в декілька десятків метрів, шириною близько 1,5 м й висотою до 2,5 м, які проводили за простяганням жили. Іноді застосовували розкриття покладу стволами. Руйнування порід здійснювали кам'яними ломами й товкачами, а також бронзовими зубилами й дерев'яними молотками. У найкращі часи єгиптянами видобувалося до 400 кг бірюзи за рік.
Організацією видобутку займалися безпосередньо фараони й жерці богині Хатхор. У Серабіт-ель-Кадім на висоті 1500 м був споруджений храмовий комплекс богині Хатхор, де знаходили притулок, молилися й наставлялися на працю єгипетські рудокопи . Численні експедиції залишали у дворі храму кам'яні стели, присвячені Хатхор, де зокрема повідомляли імена керівників гірничих робіт, кількість і імена гірників даної експедиції, мету їх виробничого завдання. Значна кількість цих стел збереглася до сьогодні і донесла до нас історію єгипетського гірництва в особах. Цікавою пам'яткою цих подій є свідоцтво єгипетського фараона Рамзеса III, залишене в тексті «Великого папірусу Харріса» (XII ст. до Р. Х.): «Я послав вельмож і чиновників у країну бірюзи, до матері моєї Хатхор, повелительки бірюзи. Привезли вони для неї срібло, золото, царське полотно, просте полотно, а також численні речі, незліченні як пісок у обитель її. І ось привезли мені чудову справжню бірюзу в багатьох мішках. Привезені вони в присутності моїй. Не було зроблено нічого подібного з часів Царів». Видобуток бірюзи на Синаї було продовжено при грецькій династії Птолемеїв (славнозвісні копальні Клеопатри) і при пізнішому володарюванні римлян (експлуатація рудників тривала до VII ст. нашої ери).
Головним осередком видобутку бірюзи в часи середньовіччя був Хорасан (Північно-Східний Іран), де розроблялося найбагатше Нішапурське родовище найкращої у світі бірюзи. Перські бірюзові рудники пов'язані з шерегою гір, що простяглася з заходу на схід між містами Котшан і Нішапур. Гірські гряди складені молодими третинними вапняками й пісковиками з шарами кам'яної солі й гіпсу. Бірюзові штокверки розвинені від поверхні до глибини 100—120 м і розташовані на невеликій відстані один від одного вздовж зони тріщинуватості. Бірюза представлена в штокверках системами невеликих жилок товщиною від 2 до 15 мм. Найбільш уславлені копальні розташовувались поблизу селища Фірюза-Мааден в дуже перетятій гірський місцевості, в скельних масивах якої шукачі блакитного каменю в різні часи утворили сотні різноманітних виробок.
Найкращі описи старовинних рудників Нішапурського родовища належать вітчизняним геологам (у 1886 р. його відвідав К. Богданович, а в 1930 р. — О. Соседко). За їх даними, численні гірничі розробки різних часів сягають тут до глибини 100 м і утворюють складний лабіринт горизонтальних, похилих й вертикальних виробок, а також просторих камер. Найбагатша бірюза розроблялася на південному схилі гори Алі-Мірза, висота якої сягає 2000 м. Середньовічні копальні розташовувались на кількох рівнях, починаючи з підошви гори. Протягом 3 км вздовж гори поверхня вкрита численними глибокими ямами, кар'єрами й шахтними стволами. Великі рудники започатковувались як кар'єри на схилі гори, з донної частини яких проводили крутоспадні стволи вглиб масиву, що розгалужувались штреками й переходили в просторі камери.
Кріплення в виробках було відсутнє. Стійкість забезпечувалась малою шириною штреків (до 1,5 м), а також закладкою виробленого простору камер пустою породою. Перше сортування бірюзи здійснювали біля вибоїв, відкладаючи багаті руди в шкіряні або полотняні мішки. Пусту породу виносили в решетах (цим займалися здебільшого діти й старі). Для освітлення використовували глиняні плошки з олією й ґнотом. Середньовічні технології видобутку бірюзи майже не змінилися в Персії XIX ст., про що свідчить оригінальне фото (рис…), зроблене в районі селища гірників Фірюза-Мааден. На ньому бачимо людей, що збагачують подрібнену руду у водних струменях. На задньому плані — виробка кар'єрного типу й устя ствола.
Слід відзначити, що місто Нішапур лежало на головному караванному шляху між Сходом і Заходом й поставляло бірюзу вже за кілька століть до Христа. Кількаразово зруйноване, воно відродилося після завоювання Персії арабами (VII ст.), які сприяли відродженню бірюзового промислу й постачанню цього коштовного каменю на ринки Халіфату. Пізніше перські шахи встановили монополію на видобуток бірюзи, який здійснювали під контролем державних чиновників і спрямовували в шахську казну. Торгівля цим каменем давала значні прибутки державі, оскільки нішапурська бірюза славилася особливою красою та вважалася найбільш цінною серед усіх подібних каменів. Найкраща у світі бірюза (за розміром, кольором, його однотонністю) знаходилась у скарбниці перських шахів, де виділялася колекція інкрустованих бірюзою кальянів, срібного посуду та зброї. Найбільшим скарбом була тіара шахині Фарах Пехлеві, в якій зосереджувалися неперевершені бірюзові камені різних розмірів.
Серед важливих центрів розробки бірюзи слід зазначити також Середньоазіатський район, що прилягає до Північного Ірану й розповсюджується на територію Узбекистану, Таджикистану, Киргизстану й Південного Казахстану. Системи численних стародавніх і середньовічних бірюзових копалень знаходяться в Центральних Кизилкумах, рельєф яких являє кам'янисту пустелю (бірюза знаходиться в осадово-метаморфічних товщах), а також на Чаткало-Курамінських гірських хребтах, де бірюза залягає в штоках і дайках магматичного походження. Широку відомість отримали родовища Ташкентської області (середньовічний Чач), зокрема найбільш відомий бірюзовий рудник Унгурлікан. Ширина рудних зон складала тут 10 — 15 м, глибина мінералізації — до 60 м, простягання кварц-бірюзових жилок — декілька сотень метрів. Аль-Біруні відзначав, що «бірюза Чача високо цінувалася на Сході».
З часів середньовіччя відомі мистецьки бірюзові вироби Китаю. Вважають, що широке знайомство з ним відбулося після завоювання Персії у 642 р. Бірюза стала другим (після нефриту) улюбленим національним каменем Китаю. Марко Поло згадує про розробки бірюзи в районі Ченду (нинішній Цзе-Чу-Ань). Окремі копальні розташовувалися у віддалених районах Тибету. Імовірно, що значна частина бірюзи імпортувалася в Китай з Хорасану й родовищ Середньої Азії.

### Смарагди

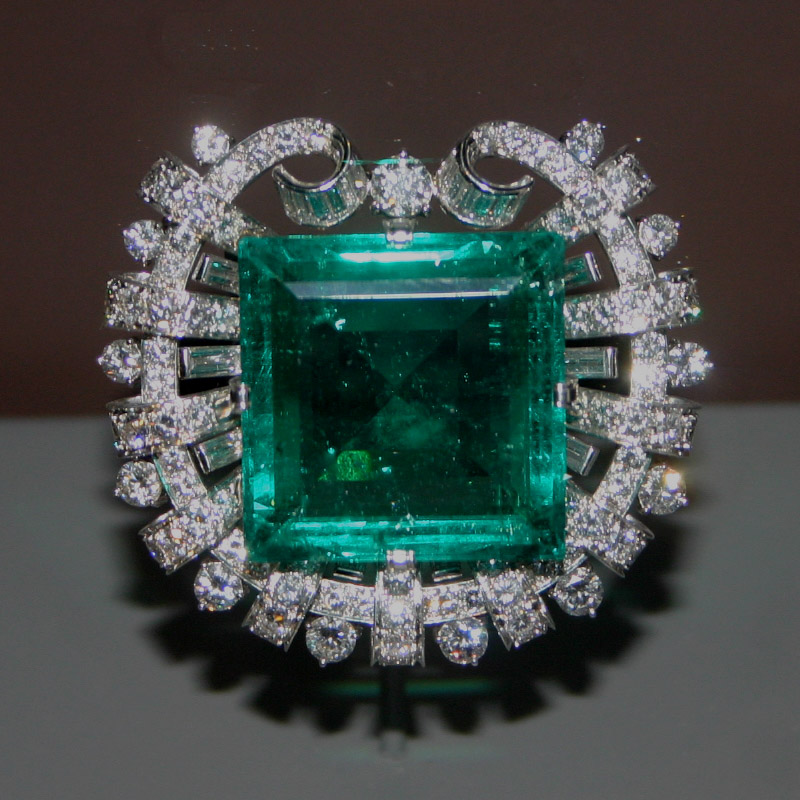
Брошка з смарагдом «Хукер», в 75 карат. Національний музей природознавства (Вашингтон)

Поруч з бірюзою, з давніх часів серед володарів держав, жерців і найбагатшої знаті цінувалися рідкісні й дуже дорогі смарагди, рубіни й сапфіри. «Немає кольору, який був би приємніший для очей, ніж колір смарагда, оскільки ми із задоволенням дивимось на зелену траву й листя деревне, а на смарагди тим охочіше, що в порівнянні з ними жодна річ не буває зеленішою». Смарагд — це прозорий, рідкісний і дуже коштовний різновид благородного берилу (найкращі камені ціняться дорожче рівних за вагою діамантів). Найбільш давніми родовищами смарагдів вважають родовища Єгипту, що залягають у Аравійській пустелі між Нілом і Червоним морем. Ці родовища були відкриті ймовірно ще за перших фараонів, а добуті тут смарагди знаходять у єгипетських похованнях, починаючи з часів Середнього царства (з XIX ст. до Р. Х.). Серед небагатьох письмових згадок про давній видобуток коштовних каменів до нас дійшло повідомлення, що у 1400 р. до Р. Х. фараон Сеті I відправив у Східну пустелю експедицію на пошуки й розробку смарагдів і бірюзи; збереглися також «звіти» начальника експедиції Гароеріса. Вельми інтенсивні розробки цих родовищ велися за царювання в Єгипті грецької династії Птолемеїв (305 — 30 рр. до Р. Х.), зокрема цариці Клеопатри, бірюзові й смарагдові копальні якої набули великої слави. Час завершення експлуатації рудників достеменно не відомий, імовірно вони були покинуті в часи пізньої античності, а пізніше знов експлуатувалися до кінця XVI ст.
Європейське «відкриття» уславлених смарагдових копалень Єгипту відбулося у 20-х роках XIX ст., коли французький золотар Ф. Кайо знайшов поблизу гори Джебел Забара (200 км на схід від Нілу й 35 км на захід від Червоного моря) ознаки 40 смарагдових копалень. Дослідження показали, що дорогоцінні камені невеликого розміру залягали в слюдиті гранітно-гнейсової товщі. Найбільша глибина шахт сягала 240 м. Ф. Кайо показав знайдені камені каїрським урядовцям, які спорядили гірничу експедицію, але внаслідок кліматичних умов (небувалої спеки тих років) й віддаленості рудного району від джерел життєзабезпечення (зокрема питної води) відновити видобуток смарагдів не вдалося. Науковим успіхом цієї експедиції під керівництвом Ф. Кайо було відкриття ще одного потужного району видобутку на горі Джебел Сікет, де були виявлені сліди понад 1000 гірничих виробок різних часів. Поблизу знайдено руїни міста давніх гірників, в якому було більше 500 будинків .
Пліній у «Природничій історії» пише: «Найшляхетніші смарагди — скіфські, названі так по тому народу, в якого знаходяться. Найближчу похвалу так і місце перебування мають бактрійські …, але пишуть, що вони значно дрібніші скіфських. Третє місце займають єгипетські, які в околицях міста Конта у Фівській області викопуються зі скель і стрімчаків. Інші роди знаходяться в мідних рудниках». Найімовірніше, що славетні смарагди скіфів походили з Бактрії (давньої держави на території Афганістану, Таджикистану й Узбекистану), хоча не виключають можливість потрапляння в Північне Причорномор'я уральських каменів. У 1831 р. були відкриті багаті родовища смарагдів на Середньому Уралі (північніше сучасного м. Азбест), але давніх смарагдових копалень чи окремих виробок поки що не виявлено. Знахідка у 1971 р. окремих смарагдів у метаморфічних породах Приазов'я (кристали розміром 1,2 — 2 см зустрічалися у слюдитовій оторочці пегматитових жил) дають можливість припустити їх видобуток скіфами на землях України.
Основним регіоном видобутку (точніше — рідких знахідок) смарагдів у середні віки (до відкриття іспанцями Америки) була територія Центральної Азії, зокрема Афганістану, Персії, Пакистану, Індії. Розробки багатих родовищ найкоштовнішого лазуриту в Бадахшані (Високогірний район Паміру на північному сході Афганістану й прилеглих територіях Таджикистану) іноді призводили до знахідок смарагдів, які надходили в скарбниці східних володарів. Прикметно, що в країнах ісламу зелений смарагд позитивно сприймався як бажаний магічний камінь. Християнська традиція навпаки, вважала його чаклунським каменем, породженим пеклом. За легендою найбільший смарагд впав на землю з шолому Люципера, при вигнанні його з неба. Чаша Грааля була висічена саме з цього смарагда. Збереглися зображення двобою святого Георгія зі змієм (втіленням зла), в яких тіло змія зроблено зі смарагдів. Алхімічні настанови з виготовлення філософського каменю, що спроможний перетворювати метали в золото й давати безсмертя, були (на переконання алхіміків) написані на смарагдовій скрижалі (рис…). В історії міфів ця скрижаль являє собою величезний смарагд на якому висічені постулати окультних наук. Цей смарагд нібито було знайдено поруч з мумією єгипетського бога мудрості Тота, якого ототожнюють з Гермесом.
Цікаво, згідно з традицією, Клейноди Української держави прикрашалися дорогоцінними каменями, зокрема смарагдами. Так, і сьогодні Булава Президента України має 64 каменя (смарагди і гранати) в складній золотій оправі. Рукоятка Печатки Президента України прикрашена лазуритовою кулею, яка, завдяки фактурі каменя, на вигляд нагадує знімок Землі з космосу.
Здавна коштовні камені використовували звичайно для оздоблення зброї, ікон, як прикраси представники українських княжих та козацько-старшинських родів — Апостоли, Вишневецькі, Жураківські, Заславські, Збаразькі, Острозькі, Кисилі, Корецькі, Розумовські, Ружинські, Самойловичі, Сангушки, Скоропадські, Ханенки, Хмельницькі, Чарторийські, Шептицькі, Гетьман і магнат Іван Мазепа та ін.

### Рубіни,сапфіри

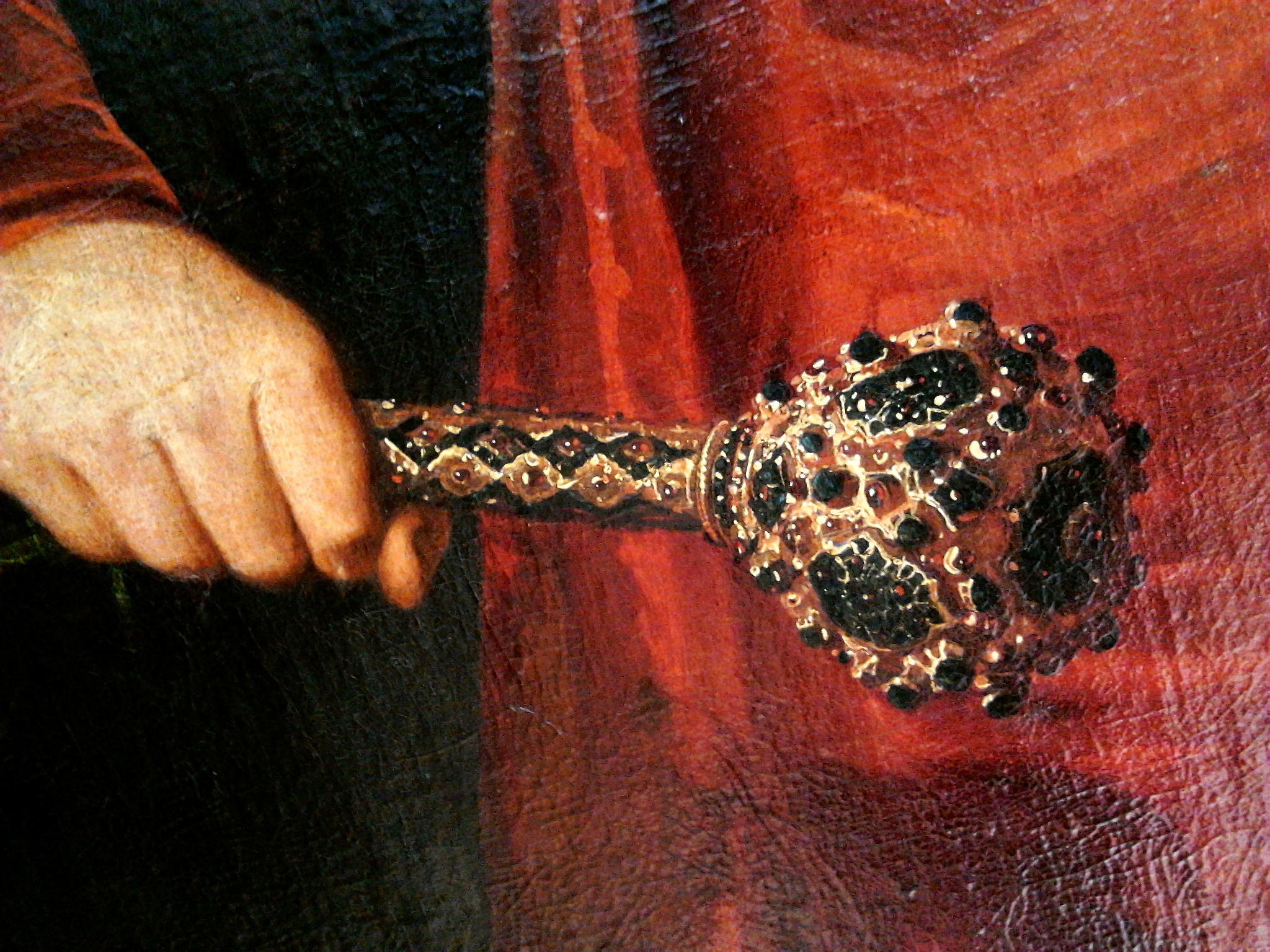
Булава інкрустована дорогоцінними каменями — символ влади в Україні, Польщі.

Дорогоцінні рубіни й сапфіри являють собою рідкісні різновиди корунду (за хімічним складом це глинозем, тобто оксид алюмінію), який за міцністю поступається лише алмазу. Латиною «rubeus» — означає «червоний». Індуси завжди вважали його найголовнішим каменем. На санскриті він називається «Ратна Радж» («королева коштовних каменів»). В середньовічному «Лапідарії» Філіпа Валуа рубін також названо «царем каменів». Рубіни широко використовували для оздоблення монаршої атрибутики, віддаючи належне їх неперевершеній красі, винятковій рідкості, а також приписуваним пророчим якостям.
За ісламськими переказами, архангел Гавриїл приніс рубін Авраама в святиню Каабу (Мекка), причому червоний рубін почорнів від людських гріхів. Цей камінь, наділений за віруваннями зором, мовленням і слухом, повинен свідчити на користь праведників в день Страшного суду. Він став священним каменем ісламу .
Блакитний сапфір з давніх часів символізував безсмертя душі. В Римі цей камінь шанували як свідка істини й правосуддя. Християнська Церква обрала його головним символом божественного кольору й радила єпископам і кардиналам носити сапфір на правій руці на ознаку того, що їм даровано Небом право благословляти й вершити правосуддя. Цей звичай був затверджений буллою папи Інокентія III у XII ст. і зберігався протягом середньовіччя (англійські єпископи отримували перстень із сапфіром при посвяті в сан).
Найшляхетніші родини феодальної Європи демонстрували своє багатство й могутність наявністю коштовних рубінів і сапфірів у прикрасах, інкрустованій зброї, посуді, одязі. Але їх коштовності виглядали доволі скромно в порівнянні з самоцвітами володарів Сходу. Аль-Біруні писав: «Потім царі стали прикрашати себе різноманітними коштовностями, щоб серця насолоджувались розкішною феєрією багатств, щоб на них спрямовувались бажання й на них покладались надії».
Середньовічні правителі Індії — Великі Моголи володіли п'ятьма золотими тронами оздобленими найкращими каменями, про які промовляють назви тронів: алмазний, смарагдовий, рубіновий, сапфіровий і павичовий (французький мандрівник Ж.-Б. Таверньє, який бачив один з цих тронів нарахував 108 великих рубінів і близько 160 смарагдів). В літньому палаці китайських правителів Богдиханів було споруджено із золота макет палацу довжиною близько 5 м і шириною 3,6 м з деревами, листям і квітами зі смарагдів, рубінів, сапфірів. Скарбниця перських шахів зберегла унікальні вироби оздоблені рубінами, зокрема шахський пояс із 20-ма унікальними каменями. Англійський дипломат Дж. Горсей, який кількаразово перебував у Московському Царстві в період між 1573 і 1591 рр., залишив цікаві спогади про царське життя, зокрема про скарбницю царя Івана Грозного, яку йому пощастило побачити . Серед іншого він зазначає наявність різноманітних дорогоцінних каменів найвищої якості й описує коментарі царя, які свідчать про його захоплення самоцвітами й велику обізнаність у їх містичних властивостях.
Прикметно, що хоча рубіни та сапфіри спостерігали в зібраннях коштовностей багатьох володарів Сходу та Заходу, їх видобуток був локалізований лише в кількох регіонах Східної Азії, звідки коштовні камені розпочинали шлях у скарбниці найбагатших і найвпливовіших людей світу. Найбільшу славу отримали рубіни Могоу (Північно-Східна М'янма). Тут в «долині рубінів» протягом майже п'ятнадцяти століть (до самого нашого часу) видобували найкращі у світі рубіни відтінку «блакитної крові» (чистий, яскравий, глибокий червоний колір). Ж. Кессель в книзі «Долина рубінів» стверджував: «Усі рубіни, про які повідомляють найдавніші тексти — Коран, Пісня над піснями, китайські літописи й індійські веди, — усі рубіни, які з одвічних часів одягали на себе князі, королі й імператори, усі рубіни, що прикрашали діадеми, тіари й корони, а також незліченні скарби раджів, — усі ці рубіни, усі до останнього, найбільш давнього, прийшли до нас з долини Могоу».
Тут розроблялися розсипи дорогоцінних каменів (здебільшого корундів), які утворилися при розмиві давніх доломітів. Родовища рубінів і сапфірів Могоу пов'язані з проривами сієнітовими тілами кристалічних вапняків (мармурів) з утворенням слюдитів з корундом, розмиви яких сформували знамениті бірманські розсипи. Продуктивний шар знаходився під товщею осадів, які розкривали кар'єрами й неглибокими копальнями. Цікаво, що за давньою традицією правителі Могоу залишали гірникам дрібні камені як оплату їх праці. Вважають, що це породжувало спокусу подрібнити великі камені, які ставали все більш рідкісним явищем.
Значну кількість вартісних рубінів і майже половину синіх сапфірів світу дала Шрі-Ланка (о. Цейлон), де розробка родовищ корунду триває близько двох тисячоліть. Відомо, що славнозвісний багдадських халіф Аль-Мамун посилав у IX ст. експедицію на Цейлон задля пошуків (або придбання) коштовних каменів. Першим серед європейців, хто описав видобуток коштовних каменів Цейлону як промивку розсипів у лотках (рис…) був італійський мандрівник Марко Поло («Книга про різноманітність світу», 1298 р.). У XVIII ст. вийшла «Історія Цейлону» капітана Рібейро, де зокрема повідомляється: «щоб виловити самоцвіти в річках, маври опускають у воду сітки, в яких знаходять топази, рубіни й сапфіри, що посилають до Персії в обмін на інші товари».
Головним районом видобутку самоцвітів були околиці міста Ратнапура (в перекладі з сингальської — «місто самоцвітів»), де на площі близько 2 тис. км² було зосереджено 5 великих і десятки малих розсипів. Продуктивний шар (давній річковий галечник, «іллам») розташовувався на глибині від 1,5 до 15 м і мав товщину близько 0,6 м. При розробці відкритим способом основною технологією було промивання розсипного матеріалу у лотках, плетених з очеретин чи бамбукових тростин. Корунди корінних порід виявилися здебільшого непрозорими й малоцінними.
Менш продуктивними, але також відомими з давніх часів, є родовища рубінів і сапфірів Таїланду та Західної Камбоджі. Це розсипні родовища утворені процесами вивітрювання сапфіроносних базальтових товщ. Цікаво, що Таїланд (колишній Сіам) був і залишається важливим центром торгівлі корундами. Місто Шантабурі є головним світовим ринком рубінів і сапфірів. У 1881 р. були знайдені й почали розроблятися родовища сапфірів у Кашмірі (басейн річки Хунца), що дає підстави припускати окремі знахідки цих коштовних каменів у більш ранні часи.

### Алмази

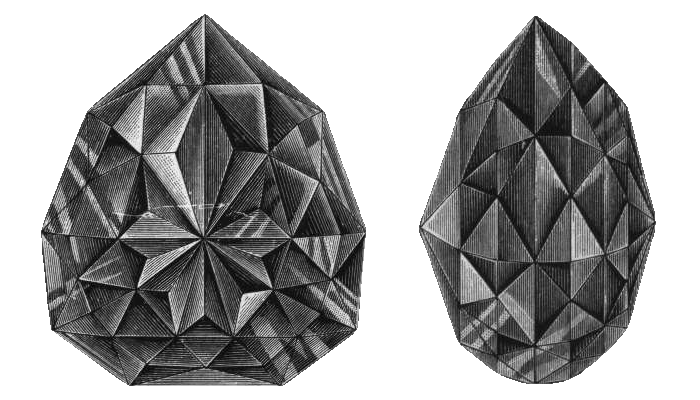
Флорентієць (діамант). З енциклопедії «Nordisk familjebok». У 1657 р. у володінні сім'ї Медічі у Флоренції. З XVIII ст. — у короні Габсбургів, потім у брошці.

На завершення, огляд найбільш знаменитих коштовних каменів — алмазів, які з'являються на історичній сцені дещо пізніше інших самоцвітів (з причини складності ювелірної обробки найміцнішого каменю), але стають найбільш жаданими й звабливими дорогоцінностями людства. Алмази являють собою кубічну модифікацію самородного вуглецю, міцність якого перевищує усі інші мінерали. Зустрічаються у різних за віком та генезисом розсипах, а також у кімберлітах і, навіть, в окремих метеоритах.
Перші алмази були знайдені на території Індії. За непрямими ознаками вважають, що їх почали видобувати вже в I тис. до Р. Х. Найдавніша згадка про алмази в давньоіндійській літературі залишилась в «Артхашастрі» («Науці про користь»), автор якої, Каутілья Чанак'я, був першим міністром уславленого царя Чандрагупти (III ст. до Р. Х.). Алмази широко присутні в індійській міфології. Кілька творів VI—VII ст. описують вчення монаха Агастьї про камені, де зокрема розповідається легенда про походження алмазів. Згідно з міфічними уявленнями індусів, у розсип алмазів перетворилося тіло повелителя демонів Бали, коли бог Індра спопелив його блискавкою «ваджра». Таке трактування є небезпідставним, оскільки доля володарів найбільш коштовних алмазів часто була трагічною, що пов'язано з численними злочинами, скоєними заради володіння унікальними каменями. Запекла боротьба за захоплення алмазних скарбів в уяві людей перетворилась в смертоносні якості самих алмазів. З іншого боку, легенди пов'язували володаря алмазів з великим успіхом, досягненням мети і навіть міцного здоров'я, що робило ці камені ще більш жаданими.
Серед інших самоцвітів досконалий алмаз довго залишався найбільш рідкісною знахідкою, оскільки цінувалися лише камені, мистецькі огранені самою природою (більшість алмазів непоказного виду не використовували в прикрасах, оскільки майстри не могли їх огранити). «Чистий і бездоганний алмаз, в якому вбачаємо шість кутів, чітко окреслені гострі грані, красивий відтінок і гладкі поверхні, який осяює все навкруги райдужним вогнем, нелегко знайти на землі… Це дар богів» (Буддабхатта «Ратнашастра», початок VII ст.). Такий «ідеальний камінь» вагою 20 тандул (приблизно 10 карат, або 2 грами) коштував у середньовічній Індії до 200 тис. карсапанів (майже 37,3 кг золота). Але це були унікальні, одиничні камені, ціна ж на менші алмази була в десятки разів меншою (що, зрештою, також складало чималі кошти).
Алмази непоказного вигляду використовували для виготовлення абразивного матеріалу з метою підвищення ефективності процесів свердління, а також для шліфування інших дорогоцінних каменів. Аль-Біруні пише: «Мешканці Іраку й Хорасану не розрізняли алмази ні за видами, ні за відтінками. Для них усі алмази однакові й використовуються тільки для свердління». Далі Біруні описує процес виготовлення алмазного порошку: «Алмаз обертають у свинцеву паляничку й довго та обережно б'ють по ній, допоки сила ударів не ослабить каменя й він більше не зможе опиратися (руйнуванню — авт.)».
Основні розсипні родовища алмазів зосереджувались у Південній Індії між річками Крішна й Пеннер (рис…), причому в історичному центрі цього видобувного району, місті-фортеці Голконда (рис…) сформувався й діяв протягом сторіч головний ринок алмазів. Потужні розсипні родовища розробляли в Центральній Індії (Ваджрагар), а також на північному сході країни Панна, Сімелпур, Маханаді (плоскогір'я Чхота-Нагпур).
Перші індійські алмази з'явилися на території Європи ще в часи пізньої античності, але не отримали широкого вжитку як прикраси (відомі були лише чутки про незвичайну міцність цього мінералу, завдяки чому на нього перейшла грецька назва «адамас», тобто «непереможний»). Теофраст не включив опис алмазу у свій лапідарій «Про камені» (315 р. до Р. Х.), але згадав його у порівнянні з карбункулом (тобто вже чув про нього). Не виключено, що перші алмази потрапили в античні країни завдяки завоюванням Олександра Македонського, армія якого вторглась у глибини Індостану в 326—325 рр. до Р. Х. Достеменно відомо, що алмази середньої якості в невеликій кількості використовували для оздоблення прикрас на межі нашої ери в Римській Імперії. Перший достовірний опис алмазу за античних часів був зроблений Плінієм у «Природничій історії» (I ст. по Різдву).
Протягом раннього середньовіччя відомості про алмази поширювалися здебільшого у вигляді легенд і чуток, а також у поетичній та казковій формах. Більш-менш правдиві відомості про алмази почали потрапляти в середньовічну Європу від нечисленних мандрівників і купців, яким пощастило побувати в Індії. Марко Поло у «Книзі чудес», описуючи свої спостереження країн Сходу (подорожі 1271—1288 рр.), між іншим зазначає про видобуток алмазів у країні Мутфілі (територія, прилегла до міста Мачіліпатнам у дельті річки Крішна): «У гірських районах цього царства знаходять алмази. Коли розпочинається сезон дощів, вода могутніми потоками обрушується на скелі й проникає у печери. Коли вода сходить, люди вирушають на пошуки алмазів і багато їх знаходять у висохлих руслах річок (рис…). У літній час, коли стоїть нестерпна спека, а дощів зовсім немає, люди небезпечними стежками піднімаються в гори, що кишать зміями. Там містяться глибокі долини, які розсічені ущелинами й оточені прірвами, в яких і знаходять алмази (рис…)».
Далі Марко Поло наводить поширену легенду, яка «розкриває секрети» видобутку алмазів. Згідно з нею, на поміч людям приходять численні птахи, що мешкають у горах. Щоб запобігти зустрічі зі зміями: «Шукачі алмазів підходять до краю ущелин і скидають вниз шматки м'яса. Орли спускаються за ними й виносять на вершини гір (рис…). Люди негайно піднімаються до пташиних гнізд і часто знаходять там алмази, що прилипли до м'яса. Якщо орли встигли проковтнути м'ясо, люди ночують біля гнізд і зранку знаходять камені в пометі». Цікаво, що ця легенда вперше наведена ще в "Сказанні про Олександра ", укладеному близько 200 р. в Олександрії й відомому нам у переказі класика перської середньовічної поезії Нізамі Гянджеві як «Іскандер-наме». Подібний спосіб видобутку алмазів описано у арабських казках про Синдбада-мореходця. Його ж переказували протягом кількох сторіч європейські купці, що вели торгівлю з Індією.
У 1444 рр. до Італії повернувся венеціанський купець Ніколо Конті, який майже два з половиною десятиріччя мандрував країнами Азії. На прохання Папи Євгена IV купець докладно описав історію своїх подорожей, зокрема життя в Індії. Тут також знаходимо індійську легенду про птахів, що приносять алмази, а разом з тим достовірні (хоча й неповні) свідоцтва про розробку розсипних родовищ: «Там потрібно рити землю, поки не з'явиться галька, покрита водою. Тоді вони беруть решето й накладають в нього гальку, при цьому вода стікає, а камені залишаються. Їх потім сортують і знаходять алмази. Володарі копалень слідкують, щоб раби не крали камені; наглядачі ретельно обшукують їх одежу й оглядають тіло». Крім опису розробок Конті наводить і район видобутку Ваджрагар (Центральна Індія), де дійсно існували багаті алмазні родовища.
У 1469 р. до Індії потрапив тверський купець Афанасій Нікітін, який виклав свої спостереження в книзі «Ходіння за три моря». Між іншим він характеризує алмази як перспективний товар, подає ціни каменів і вартість ділянок видобутку. «В Раджпурі родиться алмаз старої й нової копальні… Алмаз народжується в кам'яній горі, й продають ту кам'яну гору, якщо алмаз нової копальні, то по 2 тис. золотих фунтів за лікоть, якщо ж алмаз старої копальні, то по 10 тис. золотих фунтів за лікоть» (тобто ділянки на яких вже ведуть багатий видобуток в п'ять разів дорожчі за ті, де роботи тільки починають і обсяги майбутнього видобутку достеменно невідомі). Афанасій Нікітін можливо був першим європейцем, що відвідав славнозвісну Голконду з її найбільшим ринком алмазів. Прикметно, що вже через сторіччя якісні алмази прикрашали скарбницю московських царів. Джером Горсей записав думку Івана Грозного щодо найдорожчого каменя: «Алмаз блиском дорожчий і цінніший за усі інші. Він приборкує лють і розбещеність, посилає поміркованість і цнотливість. Ніколи я не любив його».
У 1526 р. в Індії виникла імперія Великих Моголів, династія яких вела своє походження від великого монгольського завойовника Тамерлана. Більше 200 років моголи володіли Індостаном і проводили майже безперервні війни з сусідніми державами, заколотниками-васалами, європейськими завойовниками. Небувала пишність і розкіш індійських володарів, їх закоханість у коштовні камені досягли апогею при царюванні Великого Могола Аурангзеба (друга половина XVII ст.). Описи Індії тих часів, а також багатств царського двору зробив видатний французький купець і мандрівник, довірена особа французького короля Людовика XIV — Жан-Батист Таверньє, який зокрема зазначав: «Цей двір ще більш пишний, ніж двір у Версалі, государ править безмежною країною й живе, потопаючи в розкошах». Його багаторазові експедиції до Індії значною мірою сприяли розвитку торгівлі з цією країною, встановленню моди й сталого попиту на алмази серед королівських династій і найвпливовіших людей Європи.
Під впливом розповідей Таверньє та його книги з описом індійських алмазів видатний дрезденський золотар Іоганн Дінглінгер створив свій неперевершений шедевр — мініатюру «Королівський двір у Делі в день народження Великого Могола Аурангзеба» . Золото, срібло, емаль, 4909 алмази, 164 карбункули, 160 рубінів, 1 сапфір і 53 перлини, використані в цьому витворі мистецтва, були спробою відобразити казкову розкіш шляхетного прийому у індійського володаря.
Особливу зацікавленість представляють описи Таверньє алмазних копалень. Він відвідав розробки в Рамулкоті «в п'яти днях їзди від Голконди й у восьми-дев'яти від Біджапура. В околицях того місця де знаходять алмази, лежать землі з піщаним ґрунтом, покриті лісами й скелями, зовсім як під Фонтенбло. У цих скелях і знаходять різноманітні жили від півпальця до пальця товщиною. Добувачі алмазів заганяють у ці жили маленькі залізні штирі, загнуті спереду. Цим інструментом вони витягають із жил пісок чи землю, наповнюють ними посудини й у цій землі знаходять алмази».
Інший спосіб видобутку алмазів французький купець спостерігав на копальнях Колур. «У перший раз, коли я відвідав ці копальні, я зумів нарахувати 60 тис. робітників — чоловіків, жінок, дітей, що виконували там різні роботи. Чоловіки копали, жінки й діти носили землю». Поряд з видобувним кар'єром утворювали огороджену ділянку, куди зносили весь ґрунт. На ділянці викопували кілька колодязів і вичерпували воду на принесену землю. В цих розмивах вишукували алмази.
Збереглися також описи розробки алмазів поблизу Голконди у англійця Метгольда, який побував на індійських копальнях у 1622 р. (раніше за Таверньє). «Наступного дня ми прийшли на рудник, розташований в двох милях від міста Голконди. Кількість робітників сягала тоді тридцяти тисяч чоловік, перші рили землю, другі насипали її в бочки, треті виливали воду з ям, четверті виносили землю на вирівняну й утоптану ділянку й розсовували її у вигляді шару товщиною від чотирьох до п'яти дюймів ; в таких умовах земля швидко висихала. На другий день робітники ретельно перегрібали землю й розбивали камені, що зустрічалися в ній… Копальня була віддана на відкуп за 3 тис. магодесів одному купцю, який вже від себе передавав деякі ділянки для розробки іншим промисловцям. Алмази вагою більше 10 карат, за існуючими правилами, передавалися в казну». За свідченнями Метгольда, рудник розташовувався біля підошви великої гори, поблизу річки Крішна. Цікавим є також його спостереження, що в алмазному окрузі найбільш необхідні життєві припаси продавалися за непомірно високими цінами (характерна риса майбутніх алмазних і золотих лихоманок).
Окрім відкритих робіт використовували шахтний спосіб видобутку . Опис підземного індійського алмазного рудника Панн наводимо за М. Пиляєвим (видання 1888 р.): «Сама шахта має діаметр від 12 до 15 м, а в глибину — 20. Поверхневий ґрунт, який вона прорізує, складається з горизонтальних шарів, що утворилися з залишків гнейсу; під ними знаходиться алмазна руда, суміш кременю і кварцу, що лежить на червонуватому глинистому ґрунті. Починаючи видобуток руди, шахту проходять у визначеному напрямку й витягають усе, що трапиться під руку. Робітники спускаються по похилому спуску, що охороняють солдати, працюють по коліно в воді, яку не можуть вичерпати навіть цебра водочерпальної машини. Робітники обмежуються тим, що наповнюють кошики бруднуватою масою й подають її на поверхню. Там, під навісами розміщується ціла система кам'яних жолобів, в яких руда ретельно промивається; кременистий залишок викладається на мармуровий стіл і надходить на розгляд сортувальникам. Ті, маючи за спиною наглядача, роздивляються камені один за одним, відкидаючи непридатні знов у корзину, а алмази залишають поруч себе. Здається, з часу відкриття алмазів ще не введено жодних покращень у спосіб їх видобутку».
Різке збільшення попиту на алмази й, відповідно, зростання їх видобутку було пов'язане з відкриттям способів штучної огранки цих каменів. Протягом тривалого часу індійські ювеліри (рис…) покращували зовнішній вигляд і блиск алмазів, лише шляхом шліфування їх природних граней, утворюючи найпростішу форму октаедра (іноді сточували одну вершину до утворення плоскої поверхні). Справжнє мистецтво шліфування й огранення алмаза розпочалося лише з 1454 р., коли придворний золотар бургундського герцога Людвіг де Беркен, звернувши увагу на явище взаємної поліровки алмазів при їх терті, винайшов спосіб огранювання алмазів. Через два роки він за допомогою алмазного порошку, нанесеного на металевий диск, що обертався, вперше огранив алмаз у формі рози. Перший діамант (штучно огранений алмаз) став власністю герцога Бургундії Карла Сміливого, другий належав Римському Папі Сіксту IV, третій — французькому королю Людовику XI (вважають, що славетні дванадцять діамантів кардинала Мазаріні також вийшли з майстерні де Беркена). З 1582 діяла професійна гільдія гранильників В середині XVII ст. амстердамський майстер Авраам Скаріа винайшов першу гранильну машину, що в сукупності зі сталими традиціями золотарів Амстердама зробило це місто світовим центром ювелірного мистецтва (поруч з Брюгге, Антверпеном, Дрезденом і Флоренцією). Серед славетних діамантів світу, що мають багату й драматичну історію, більшість походить із Індії: «Великий Могол», «Орлов», «Пітт» (він же «Регент»), «Герцог Тосканський», «Кох-і-Нор» («Гора світла»), «Полярна зірка», «Сансі», «Імператриця Євгенія», «Нассак», «Паша», «Зелений дрезденський», «Шах», «Павло I», «Бо Сансі» та ін.
Однією з найважливіших причин збільшення торгівлі алмазами й їх промислового видобутку (чисельність робітників, зайнятих на розробці алмазів у копальнях Панни, часами перебільшувала 100 тис. осіб) стало відкриття морського шляху в Індію й утворення там європейських факторій. Прикметно, що португальську експедицію Васко да Гами, яка у 1498 р. досягла індійських берегів, значною мірою фінансувала антверпенська родина торговців коштовностями Аффетаті. Пізніше португальці взяли під свій контроль Аденську затоку, факторію Гоа, а також, на деякий час, потужні індійські родовища алмазів в районі Голконди. Розпочиналася нова епоха колоніальних завоювань і колоніальної торгівлі (так званого «нееквівалентного обміну»), яка отримала вельми пристойну наукову назву «Епоха великих географічних відкриттів».